# Lekkoatletyka na Letnich Igrzyskach Olimpijskich 2024 – bieg na 200 m mężczyzn
Bieg na 200 m mężczyzn podczas XXXIII Letnich Igrzysk Olimpijskich w Paryżu odbył się w dniach 5-8 sierpnia 2024. Do rywalizacji przystąpiło 48 sportowców z 26 krajów. Areną zawodów był Stade de France. Mistrzem olimpijskim został reprezentant Botswany Letsile Tebogo, wicemistrzem i brązowym medalistą zostali Amerykanie Kenny Bednarek i Noah Lyles.

## Terminarz
| Data            | Godzina rozpoczęcia |            |
| 5 sierpnia 2024 | 19:55               | Eliminacje |
| 6 sierpnia 2024 | 12:30               | Repasaże   |
| 7 sierpnia 2024 | 20:02               | Półfinał   |
| 8 sierpnia 2024 | 20:30               | Finał      |

## Rekordy
Przed rozpoczęciem zawodów aktualny rekord świata i rekord olimpijski były następujące:
| WR | Usain Bolt | 19,19 m | Berlin | 20 sierpnia 2009 |
| OR | Usain Bolt | 19,30 m | Pekin  | 20 sierpnia 2008 |

## Runda 1
Rozegrano 6 biegów eliminacyjnych. Do półfinału awansowało 3 pierwszych zawodników z każdego biegu. Pozostali zawodnicy którzy ukończyli bieg trafili do rundy repasaży.

### Bieg 1
| Poz. | Zawodnik          | Reprezentacja            | Czas             | Uwagi |
| ---- | ----------------- | ------------------------ | ---------------- | ----- |
| 1.   | Joseph Fahnbulleh | Liberia                  | 20,20            | Q     |
| 2.   | Fausto Desalu     | Włochy                   | 20,26            | Q     |
| 3.   | Wayde van Niekerk | Południowa Afryka        | 20,42            | Q     |
| 4.   | Ryan Zeze         | Francja                  | 20,94            |       |
| 5.   | Felix Svensson    | Szwajcaria               | 20,54 (,534)     |       |
| 6.   | Cheickna Traore   | Wybrzeże Kości Słoniowej | 20,54 (,536)     |       |
| 7.   | Calab Law         | Australia                | 20,75            |       |
| 8.   | Albert Komański   | Polska                   | 20,77            |       |
|      |                   |                          | Wiatr: + 0,1 m/s |       |

### Bieg 2
| Poz. | Zawodnik         | Reprezentacja | Czas             | Uwagi |
| ---- | ---------------- | ------------- | ---------------- | ----- |
| 1.   | Tarsis Orogot    | Uganda        | 20,32            | Q     |
| 2.   | Wanya McCoy      | Bahamy        | 20,35            | Q     |
| 3.   | Renan Gallina    | Brazylia      | 20,41            | Q     |
| 4.   | Andrew Hudson    | Jamajka       | 20,53            |       |
| 5.   | Udodi Onwuzurike | Nigeria       | 20,55            |       |
| 6.   | César Almirón    | Paragwaj      | 20,87            |       |
| 7.   | Tomáš Němejc     | Czechy        | 21,03            |       |
| -    | José González    | Dominikana    | DNS              |       |
|      |                  |               | Wiatr: - 0,1 m/s |       |

### Bieg 3
| Poz. | Zawodnik              | Reprezentacja     | Czas             | Uwagi |
| ---- | --------------------- | ----------------- | ---------------- | ----- |
| 1.   | Letsile Tebogo        | Botswana          | 20,10            | Q     |
| 2.   | Makanakaishe Charamba | Zimbabwe          | 20,27            | Q     |
| 3.   | Filippo Tortu         | Włochy            | 20,29            | Q     |
| 4.   | Brendon Rodney        | Kanada            | 20,30            |       |
| 5.   | Timothé Mumenthaler   | Szwajcaria        | 20,63            |       |
| 6.   | Koki Ueyama           | Japonia           | 20,84            |       |
| 7.   | Benjamin Richardson   | Południowa Afryka | 51,86            |       |
|      |                       |                   | Wiatr: - 0,1 m/s |       |

### Bieg 4
| Poz. | Zawodnik         | Reprezentacja     | Czas             | Uwagi |
| ---- | ---------------- | ----------------- | ---------------- | ----- |
| 1.   | Kenny Bednarek   | Stany Zjednoczone | 19,96            | Q     |
| 2.   | Alexander Ogando | Dominikana        | 20,04            | Q     |
| 3.   | Joshua Hartmann  | Niemcy            | 20,30            | Q     |
| 4.   | Diego Pettorossi | Włochy            | 20,63            |       |
| 5.   | Shōta Iizuka     | Japonia           | 20,67            |       |
| 6.   | Ondřej Macík     | Czechy            | 21,04            |       |
| -    | Zharnel Huges    | Wielka Brytania   | DNS              |       |
|      |                  |                   | Wiatr: + 0,2 m/s |       |

### Bieg 5
| Poz. | Zawodnik             | Reprezentacja     | Czas             | Uwagi |
| ---- | -------------------- | ----------------- | ---------------- | ----- |
| 1.   | Erriyon Knighton     | Stany Zjednoczone | 19,99            | Q     |
| 2.   | Tapiwanashe Makarawu | Zimbabwe          | 20,07            | Q     |
| 3.   | Shaun Maswanganyi    | Południowa Afryka | 20,30            | Q     |
| 4.   | Aaron Brown          | Kanada            | 20,36            |       |
| 5.   | Ian Kerr             | Bahamy            | 20,53            |       |
| 6.   | Pablo Matéo          | Francja           | 20,58            |       |
| 7    | Erik Erlandsson      | Szwecja           | 20,63            |       |
| 8    | Eduard Kubelík       | Czechy            | 21,14            |       |
|      |                      |                   | Wiatr: + 0,2 m/s |       |

### Bieg 6
| Poz. | Zawodnik         | Reprezentacja     | Czas             | Uwagi |
| ---- | ---------------- | ----------------- | ---------------- | ----- |
| 1.   | Noah Lyles       | Stany Zjednoczone | 20,19            | Q     |
| 2.   | Andre De Grasse  | Kanada            | 20,30            | Q     |
| 3.   | Towa Uzawa       | Japonia           | 20,33            | Q     |
| 4.   | Bryan Levell     | Jamajka           | 20,47            |       |
| 5.   | Blessing Afrifah | Izrael            | 20,78            |       |
| 6.   | Yang Chun-han    | Chińskie Tajpej   | 20,83            |       |
| 7    | William Reais    | Szwajcaria        | 20,92            |       |
|      |                  |                   | Wiatr: + 0,1 m/s |       |

## Repasaże
Rozegrano 4 biegi. Do półfinału awansowało 4 zwycięzców oraz dwóch zawodników z drugiego miejsca z najlepszymi czasami.

### Bieg 1
| Poz. | Zawodnik            | Reprezentacja            | Czas  | Uwagi |
| ---- | ------------------- | ------------------------ | ----- | ----- |
| 1.   | Udodi Onwuzurike    | Nigeria                  | 20,20 | Q     |
| 2.   | Diego Pettorossi    | Włochy                   | 20,53 |       |
| 3.   | Timothé Mumenthaler | Szwajcaria               | 20,67 |       |
| 4.   | Shōta Iizuka        | Japonia                  | 20,72 |       |
| 5.   | Ondřej Macík        | Czechy                   | 21,14 |       |
| 6.   | Cheickna Traore     | Wybrzeże Kości Słoniowej | DNS   |       |

### Bieg 2
| Poz. | Zawodnik       | Reprezentacja | Czas             | Uwagi |
| ---- | -------------- | ------------- | ---------------- | ----- |
| 1.   | Brendon Rodney | Kanada        | 20,42            | Q     |
| 2.   | Bryan Levell   | Jamajka       | 20,47            | q     |
| 3.   | Pablo Matéo    | Francja       | 20,57            |       |
| 4.   | Koki Ueyama    | Japonia       | 20,92            |       |
| -    | César Almirón  | Paragwaj      | DQ               |       |
| -    | Calab Law      | Australia     | DNS              |       |
|      |                |               | Wiatr: + 0,6 m/s |       |

### Bieg 3
| Poz. | Zawodnik         | Reprezentacja   | Czas           | Uwagi |
| ---- | ---------------- | --------------- | -------------- | ----- |
| 1.   | Ryan Zeze        | Francja         | 20,40          | Q     |
| 2.   | Aaron Brown      | Kanada          | 20,42          | q     |
| 3.   | Yang Chun-han    | Chińskie Tajpej | 20,73          |       |
| 4.   | Blessing Afrifah | Izrael          | 20,88          |       |
| 5.   | Albert Komański  | Polska          | 20,90          |       |
| 6.   | Eduard Kubelík   | Czechy          | 21,20          |       |
| -    | William Reais    | Szwajcaria      | DNS            |       |
|      |                  |                 | Wiatr: 0,0 m/s |       |

### Bieg 4
| Poz. | Zawodnik            | Reprezentacja     | Czas             | Uwagi |
| ---- | ------------------- | ----------------- | ---------------- | ----- |
| 1.   | Erik Erlandsson     | Szwecja           | 20,49            | Q     |
| 2.   | Andrew Hudson       | Jamajka           | 20,55            |       |
| 3.   | Ian Kerr            | Bahamy            | 20,60            |       |
| 4.   | Felix Svensson      | Szwajcaria        | 20,65            |       |
| 5.   | Tomáš Němejc        | Czechy            | 20,84            |       |
| -    | Benjamin Richardson | Południowa Afryka | DNS              |       |
|      |                     |                   | Wiatr: + 0,3 m/s |       |

## Półfinały
Rozegrano 3 biegi. Do półfinału awansowało 4 zawodników z pierwszego i drugiego miejsca oraz dwóch zawodników z trzeciego miejsca z najlepszymi czasami.

### Bieg 1
| Poz. | Zawodnik          | Reprezentacja     | Czas             | Uwagi |
| ---- | ----------------- | ----------------- | ---------------- | ----- |
| 1.   | Kenny Bednarek    | Stany Zjednoczone | 20,00            | Q     |
| 2.   | Alexander Ogando  | Dominikana        | 20,09            | Q     |
| 3.   | Andre De Grasse   | Kanada            | 20,41            |       |
| 4.   | Shaun Maswanganyi | Południowa Afryka | 20,42            |       |
| 5.   | Wanya McCoy       | Bahamy            | 20,61            |       |
| 6.   | Tarsis Orogot     | Uganda            | 20,64            |       |
| 7.   | Ryan Zeze         | Francja           | 20,81            |       |
| 8.   | Bryan Levell      | Jamajka           | 20,93            |       |
|      |                   |                   | Wiatr: - 0,1 m/s |       |

### Bieg 2
| Poz. | Zawodnik              | Reprezentacja     | Czas             | Uwagi |
| ---- | --------------------- | ----------------- | ---------------- | ----- |
| 1.   | Letsile Tebogo        | Botswana          | 19,96            | Q     |
| 2.   | Noah Lyles            | Stany Zjednoczone | 20,08            | Q     |
| 3.   | Makanakaishe Charamba | Zimbabwe          | 20,31            | q     |
| 4.   | Fausto Desalu         | Włochy            | 20,37            |       |
| 5.   | Joshua Hartmann       | Niemcy            | 20,47            |       |
| 6.   | Towa Uzawa            | Japonia           | 20,54            |       |
| 7.   | Aaron Brown           | Kanada            | 20,57            |       |
| 8.   | Erik Erlandsson       | Szwecja           | 20,93            |       |
|      |                       |                   | Wiatr: - 0,2 m/s |       |

### Bieg 3
| Poz. | Zawodnik             | Reprezentacja     | Czas             | Uwagi |
| ---- | -------------------- | ----------------- | ---------------- | ----- |
| 1.   | Erriyon Knighton     | Stany Zjednoczone | 20,09            | Q     |
| 2.   | Joseph Fahnbulleh    | Liberia           | 20,12            | Q     |
| 3.   | Tapiwanashe Makarawu | Zimbabwe          | 20,16            | q     |
| 4.   | Filippo Tortu        | Włochy            | 20,54            |       |
| 5.   | Brendon Rodney       | Kanada            | 20,59            |       |
| 6.   | Renan Gallina        | Brazylia          | 20,60            |       |
| 7.   | Udodi Onwuzurike     | Nigeria           | 20,72 (,717)     |       |
| 7.   | Wayde van Niekerk    | Południowa Afryka | 20,72 (,717)     |       |
|      |                      |                   | Wiatr: - 0,2 m/s |       |

## Finał
| Pozycja | Zawodnik              | Reprezentacja     | Czas  | Uwagi            |
| ------- | --------------------- | ----------------- | ----- | ---------------- |
| złoto   | Letsile Tebogo        | Botswana          | 19,46 |                  |
| srebro  | Kenny Bednarek        | Stany Zjednoczone | 19,62 |                  |
| brąz    | Noah Lyles            | Stany Zjednoczone | 19,70 |                  |
| 4.      | Erriyon Knighton      | Stany Zjednoczone | 19,99 |                  |
| 5.      | Alexander Ogando      | Dominikana        | 20,02 |                  |
| 6.      | Tapiwanashe Makarawu  | Zimbabwe          | 20,10 |                  |
| 7.      | Joseph Fahnbulleh     | Liberia           | 20,15 |                  |
| 8.      | Makanakaishe Charamba | Zimbabwe          | 20,53 |                  |
|         |                       |                   |       | Wiatr: + 0,4 m/s |